# Argentea i Vulfurà de Còrdova
Argèntea (Bobastro, segle x - Còrdova, 13 de maig de 931) va ser una dona musulmana convertida al cristianisme. Amb el religiós franc Vulfurà (Gàl·lia, final del segle ix - Còrdova, 13 de maig de 931), predicador cristià, van ser morts per no voler abjurar de la seva fe. Són venerats com a sants per diverses confessions.

## Biografia
Argèntea era una dona musulmana, filla del cabdill Úmar ibn Hafsun, muladí descendent d'una noble família goda de la serralada de Ronda i castellà de Bobastro (segons algunes tradicions, la noia havia nascut a Priego de Córdoba). En 898, Úmar s'havia convertit al cristianisme i prengué el nom de Samuel. Argèntea també va convertir-se i, en morir la seva mare Columba, la jove va començar, amb unes amigues, a viure en comunitat a casa seva, lliurant-se a la vida ascètica i contemplativa.
Úmar s'havia rebel·lat contra Abd-ar-Rahman III i Bobastro fou presa en 928, i Argèntea i les seves companyes anaren a un monestir de Còrdova, on visqué tres anys.
Mentrestant, un franc anomenat Vulfurà havia arribat des de França a la ciutat (la tradició diu que va tenir una revelació en somnis que li ordenava d'anar-hi) per predicar l'Evangeli. Detingut, confirmà davant el jutge la seva fe cristiana i la voluntat de continuar predicant, i fou condemnat a mort. En saber-ho, Argèntea el visità diverses vegades a la presó, fins que anà al tribunal i ella mateixa es confessà cristiana, per la qual cosa també fou condemnada, després que se li tallés la llengua.
Els dos van morir executats el 13 de maig de 931. Els cristians en recolliren els cossos i els sebolliren a la basílica dels Tres Sants, avui església de San Pedro.